# Nachtwache (Babylonien)
Der babylonische Begriff Nachtwache wurde für drei Zeitabschnitte der Nacht benutzt. Die erste Nachtwache begann mit dem akronychischen Sternaufgang (bararitu), der anschließenden zweiten Nachtwache Mitternacht (kablitu) folgte die dritte Nachtwache, die mit der Morgendämmerung (namaritu) ihren Anfang nahm. Die Zeitabschnitte waren in äquale Stunden untergliedert, die der jeweiligen Jahreszeit angepasst wurden.